# Panna Maria Einsiedelnská
Panna Maria Einsiedelnská (nesprávně též Panna Maria Einsiedelská, bez „n“) je sochařské zpodobnění stojící korunované Panny Marie s Ježíškem, jeden z typů černé madony, nebo z něj odvozený obraz.

## Popis

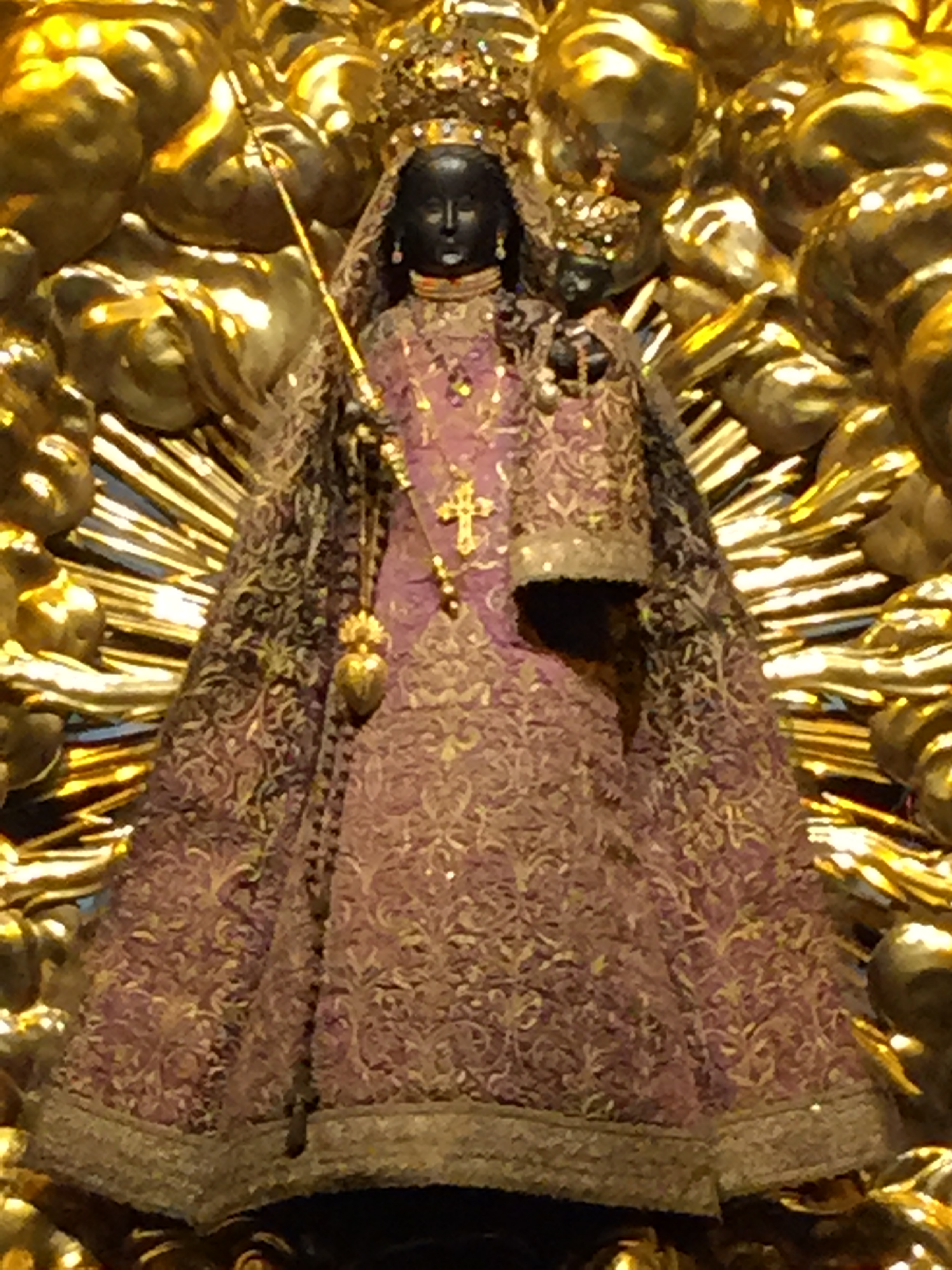
Socha Einsiedelnské Panny Marie s Ježíškem

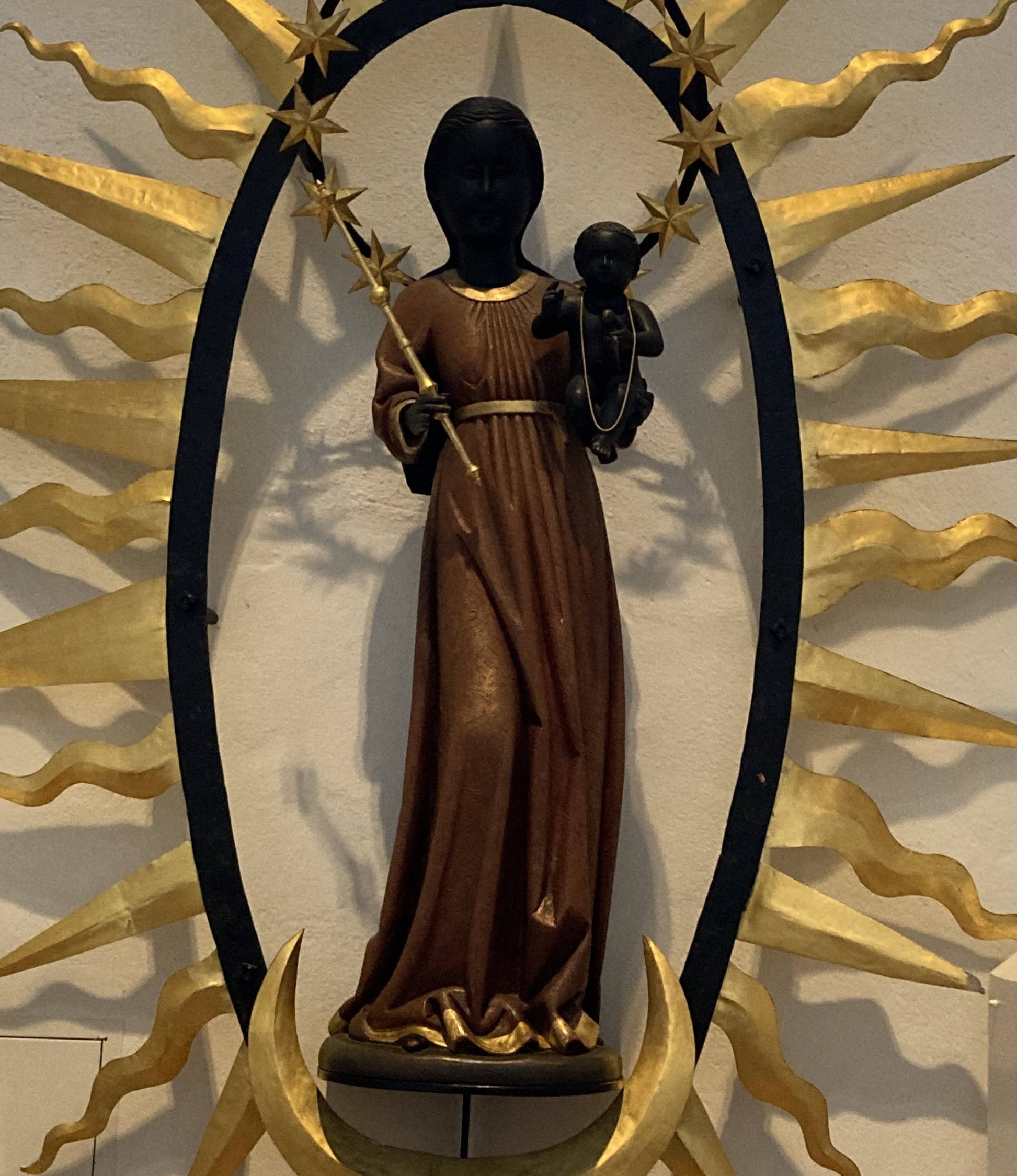
Model gotické sochy bez pláštíku a koruny, ve věžní kapli v Einsiedeln

Jde o dřevěnou sochu stojící korunované Panny Marie královny s korunovaným Ježíškem na její levé paži, stojící v kontrapostu se svislými záhyby roucha a na něm pestře malovaným desénem, má mírně podživotní výšku 144 cm. Byla vyřezaná v měkkém stylu jihoněmecké pozdní gotiky v okruhu Hanse Multschera, kolem roku 1440-1446. Její středověké slohové detaily zakrývá barokní plášť. Socha je rámována stříbrnou paprsčitou svatozáří a umístěna na oltáři ve Svaté kapli v benediktinském opatství ve Švýcarském Einsiedelnu v kantonu Schwyz. 
Požár kláštera 21. dubna 1465 kapli zničil a s ní možná i starší sochu. Dodnes není jasné, zda byla  tato socha po požáru pořízena jako nová, nebo byl k jejímu zhotovení použit starší vzor. Podle legendy tuto sochu měl vlastnit poustevník svatý Meinrad († 861) a po jeho smrti zůstala v jeho cele. 
14. září 948 prý Kristus v doprovodu svatých a andělů na místě Meinradovy cely pro sochu vysvětil kapli. Tato legenda byla základem poutí a kaple se od 14. století stala cílem poutníků, oslavujících zázračné "Andělské posvěcení kaple". Pokud 14. září připadlo na neděli, slavilo se 14 denní "Velké andělské posvěcení". Milostná madona měla konat mnohé zázraky a byla tak vyhledávaná, že v roce 1466 bylo poutníkům prodáno asi 150 000 poutních odznaků. 
Věhlas milostné madony (tedy zázračné, poskytující milosti  v podobě uzdravení, přímluvy či řešení problému) se rozšířil zejména do Tyrolska, kde byly místo soch malovány obrazy s její podobou, dále do Německa a od roku od 80. let 17. století také do Čech. 
Barokní stavební podoba Einsiedelnské kaple s charakteristickou plastickou výzdobou štítu a fasády, odvozená ze švýcarského vzoru,  se dochovala v německém Rastattu (cca 1715) a v západočeském Ostrově nad Ohří (cca 1709).
Po zrušení einsiedelnského kláštera v roce 1783 byla kaple nadále hojně navštěvována. Roku 1803 restaurátor sňal z tváří madony a Ježíška černé znečištění, což vyvolalo takový odpor poutníků, že musel soše vrátit původní kolorit, ovšem z dokonalé barvy s hedvábným leskem.

## Další místa zasvěcení

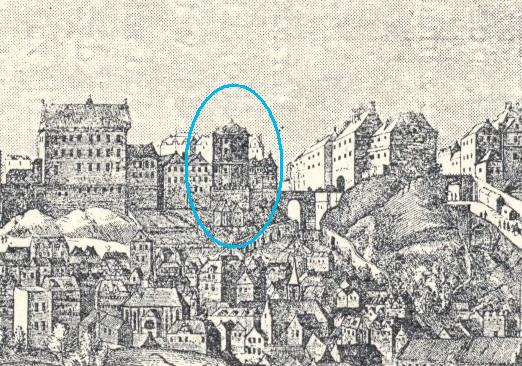
Kaple Panny Marie Einsiedelnské na rampě Pražského hradu, detail z tzv. Prospektu Prahy Jiljího Sadelera, mědirytina z roku 1607

### Čechy
- Barokní kaple Panny Marie Einsiedelnské v rajském dvoře Minoritského kláštera v Českém Krumlově-Latráně z roku 1686.[4][5]
- Kaple Panny Marie Einsiedelnské na Hradčanském náměstí v Praze, raně barokní, založená hraběnkou Šternberkovou pro theatiny, kteří si při ní vystavěli klášter; zrušena roku 1783, zbořená, zachovalo se z ní jen základové zdivo, která tvoří kajetánskou terasu s vyhlídkou na Prahu.[6]
- Kaple Panny Marie Einsiedelnské v Lovosicích z roku 1756.[7]
- Kaple Panny Marie Einsiedelnské při klášteře piaristů v Ostrově nad Ohří z let 1709–1710.[8][9]
- Navštívení Panny Marie na zámku v Radíči z roku 1683.[10]
- Kaple Panny Marie Einsiedelnské v minoritském klášteře v Českém Krumlově.

### Německo
- Rastatt - kaple byla posvěcena roku 1709.
- Dettenschwang, Bavorsko

### Rakousko
- Milostná kaple v Brunau,  Ötztal,Haiming  Tyrolsko
- Längenfeld, Tyrolsko:
  - oltář v kapli P.  Marie Loretánské
  - Malba na fasádě  Kaple krejčích
  - Oltář s obrazem v dřevěné kapli na Weitenbergu
- Niederndorf, Tyrolsko
  - Obraz v kapli na ulici k celnici
  - Obraz v nice kaple při cestě do Erlu
- Umhausen, Tyrolsko:
  - Obraz v kapli v  Acherbachu u Tumpenu
  - Obraz v Rottalské kapli v Umhausenu